# شویر (خرمدره)
شویر (خرمدره)، روستایی از توابع بخش مرکزی شهرستان خرمدره در استان زنجان ایران است. این روستا در دهستان خرمدره قرار دارد و در فاصله۱۳ کیلومتری شمال غرب شهر خرمدره واقع شده است. جمعیت این روستا طبق آمار سال۱۳۹۵، حدود ۱۸۵۰نفر معادل۵۴۵ خانوار است و در ارتفاع ۱۶۷۴متر از سطح دریا قرار دارد. با توجه به وجود قبور گبری مربوط به هزاره اول قبل از میلاد تاریخچه این روستا نیز به هزاره اول قبل از میلاد مسیح و حتی قدیمی تر از آن بازمی‌گردد، جاده ابریشم از کنار این روستا عبور کرده که در بخش‌هایی از آن هنوز آثار جاده به چشم می‌خورد. شغل اکثر مردم این روستا کشاورزی و دامداری است.

## جاذبه ها
از جاذبه‌های گردشگری آن می‌توان به سد خاکی شویر اشاره کرد که هر ساله تعداد زیادی گردشگر از جا های مختلف ایران جذب می‌گند.
بقعه متبرکه بابا جمال در این دهستان می‌باشد. محله قدیم شویر حاکی از زندگانی پیش از اسلام و عهد ساسانی را داراست که هم‌ اکنون در مسیر سربالایی و البته میدان،روستا و خانه‌ های جدیدی بر روی آن ده قدیم بنا گردیده است.

## جمعیت
با توجه به سرشماری انجام شده در سال ۱۳۹۵ این روستا چیزی حدود ۱۸۵۰ نفر جمعیت دارد و نکته جالب اینجاست که طبق آمار شبکه بهداشت شهرستان خرمدره، اکثر جمعیت روستای شویر را جوانان تشکیل می‌دهد و همین باعث شده در استان زنجان به عنوان جوان‌ترین روستا از لحاظ جمعیت شناخته شود.

## جسارت وابسته
- خرمدره
- دهستان
- زنجان